# Kythira Kai Gyro Nisides: Prasonisi, Dragonera, Antidragonera, Avgo, Kapello, Koufo Kai Fidonisi
Kythira Kai Gyro Nisides: Prasonisi, Dragonera, Antidragonera, Avgo, Kapello, Koufo Kai Fidonisi este o arie protejată (arie de protecție specială avifaunistică — SPA) din Grecia întinsă pe o suprafață de 5.372,95 ha, integral pe uscat.

## Localizare
Centrul sitului Kythira Kai Gyro Nisides: Prasonisi, Dragonera, Antidragonera, Avgo, Kapello, Koufo Kai Fidonisi este situat la coordonatele 36°16′47″N 23°01′26″E / 36.279797°N 23.023982°E.

## Înființare
Situl Kythira Kai Gyro Nisides: Prasonisi, Dragonera, Antidragonera, Avgo, Kapello, Koufo Kai Fidonisi a fost declarat arie de protecție specială avifaunistică în februarie 1997 pentru a proteja 38 de specii de animale.

## Biodiversitate
Situată în ecoregiunea mediteraneană, aria protejată nu include niciun habitat protejat.
La baza desemnării sitului se află mai multe specii protejate de  păsări (38): uliu cu picioare scurte (Accipiter brevipes), ciocârlie-de-câmp (Alauda arvensis), pescăruș albastru (Alcedo atthis), fâsă-de-câmp (Anthus campestris), lăstunul mare (Apus apus), stârc cenușiu (Ardea cinerea), pasărea ogorului (Burhinus oedicnemus), șorecarul comun (Buteo buteo), ciocârlie-cu-degete-scurte (Calandrella brachydactyla), caprimulg (Caprimulgus europaeus), șerpar (Circaetus gallicus), erete alb (Circus macrourus), prepeliță (Coturnix coturnix), cristeiul de câmp (Crex crex), lăstun de casă (Delichon urbicum), Emberiza caesia, presură de grădină (Emberiza hortulana), Falco eleonorae, șoim călător (Falco peregrinus), muscar-gulerat (Ficedula albicollis), muscar (Ficedula parva), Hippolais olivetorum, rândunică (Hirundo rustica), stârc pitic (Ixobrychus minutus), capîntortură (Jynx torquilla), sfrâncioc roșiatic (Lanius collurio), sfrânciocul cu frunte neagră (Lanius minor), ciocârlie de pădure (Lullula arborea), prigoare (Merops apiaster), stârc de noapte (Nycticorax nycticorax), viespar (Pernis apivorus), Phalacrocorax aristotelis desmarestii, corcodel mare (Podiceps cristatus), corcodel-cu-gât-negru (Podiceps nigricollis), lăstun de mal (Riparia riparia), turturică (Streptopelia turtur), Sylvia ruppeli, Tachymarptis melba
Pe lângă speciile protejate, pe teritoriul sitului au mai fost identificate 1 specie de păsări.